# Seznam cerkva v Sloveniji (K)
|  | Seznam cerkva: A B C Č D E F G H I J K L M N O P R S Š T U V W Z Ž |

- Za Karmelsko Mater Božjo glej Marija
- Za Kolbeja glej Maksimilijan Kolbe
- Kolumban nima več cerkve v Sloveniji (edina je bila v Kolombanu)
- Za Kostko glej Stanislav Kostka
- Za Kristusa Kralja glej Jezus Kristus
- Za Kristusa Odrešenika glej Jezus Kristus
- Za Kristusovo učlovečenje glej Jezus Kristus
- Za Ksaverija glej Frančišek Ksaverij
- Nebogoslužni cerkvi sta zapisani ležeče

## Kancijan
| Slika                     | Cerkev                      | Naselje            | Župnija                 | Škofija |
| ------------------------- | --------------------------- | ------------------ | ----------------------- | ------- |
| Klikni za spremembo slike | Kancijan                    | Barka              | Vreme                   | KP      |
| Klikni za spremembo slike | Kancijan                    | Breznica pri Žireh | Žiri                    | LJ      |
| Klikni za spremembo slike | Kancijan                    | Golac              | Hrušica                 | KP      |
| Klikni za spremembo slike | Kancijan                    | Gorenje Jesenice   | Šentrupert              | NM      |
| Klikni za spremembo slike | Kancijan                    | Gorenje Jezero     | Stari trg pri Ložu      | LJ      |
| Klikni za spremembo slike | Kancijan                    | Kranj              | Kranj                   | LJ      |
| Klikni za spremembo slike | Kancijan                    | Ljubljana          | Ljubljana - Ježica      | LJ      |
| Klikni za spremembo slike | Kancijan in Anton Puščavnik | Mahniči            | Senožeče                | KP      |
| Klikni za spremembo slike | Kancijan                    | Mirna Peč          | Mirna Peč               | NM      |
| Klikni za spremembo slike | Kancijan                    | Planina            | Planina                 | KP      |
| Klikni za spremembo slike | Kancijan                    | Podreča            | Mavčiče                 | LJ      |
| Klikni za spremembo slike | Kancijan                    | Polana             | Loka pri Zidanem mostu  | CE      |
| Klikni za spremembo slike | Kancijan                    | Rečica ob Savinji  | Rečica ob Savinji       | CE      |
| Klikni za spremembo slike | Kancijan                    | Reka               | Cerkno                  | KP      |
| Klikni za spremembo slike | Kancijan                    | Rožno              | Brestanica              | CE      |
| Klikni za spremembo slike | Kancijan                    | Selo pri Žirovnici | Breznica                | LJ      |
| Klikni za spremembo slike | Kancijan                    | Stavča vas         | Žužemberk               | NM      |
| Klikni za spremembo slike | Kancijan                    | Škocjan            | Dob                     | LJ      |
| Klikni za spremembo slike | Kancijan                    | Škocjan            | Hrpelje - Kozina        | KP      |
| Klikni za spremembo slike | Kancijan                    | Škocjan            | Škocjan pri Novem Mestu | NM      |
| Klikni za spremembo slike | Kancijan                    | Škocjan            | Škocjan pri Turjaku     | LJ      |
| Klikni za spremembo slike | Kancijan                    | Truške             | Marezige                | KP      |
| Klikni za spremembo slike | Kancijan                    | Ukanje             | Kanal                   | KP      |
| Klikni za spremembo slike | Kancijan                    | Vrzdenec           | Horjul                  | LJ      |
| Klikni za spremembo slike | Kancijan                    | Žalec              | Žalec                   | CE      |

## Katarina Aleksandrijska
| Slika                     | Cerkev   | Naselje                  | Župnija               | Škofija |
| ------------------------- | -------- | ------------------------ | --------------------- | ------- |
| Klikni za spremembo slike | Katarina | Bogo                     | Senožeče              | KP      |
| Klikni za spremembo slike | Katarina | Borjana                  | Kobarid               | KP      |
| Klikni za spremembo slike | Katarina | Breg pri Litiji          | Litija                | LJ      |
| Klikni za spremembo slike | Katarina | Brezova Reber            | Semič                 | NM      |
| Klikni za spremembo slike | Katarina | Cirkulane                | Cirkulane             | MB      |
| Klikni za spremembo slike | Katarina | Čeče                     | Trbovlje - Sv. Martin | CE      |
| Klikni za spremembo slike | Katarina | Čreta                    | Vransko               | CE      |
| Klikni za spremembo slike | Katarina | Dobovica                 | Dole pri Litiji       | NM      |
| Klikni za spremembo slike | Katarina | Frluga                   | Sv. Križ - Podbočje   | NM      |
| Klikni za spremembo slike | Katarina | Izola                    | Izola                 | KP      |
| Klikni za spremembo slike | Katarina | Kodreti                  | Štanjel               | KP      |
| Klikni za spremembo slike | Katarina | Kuretno                  | Laško                 | CE      |
| Klikni za spremembo slike | Katarina | Lačja vas                | Rečica ob Savinji     | CE      |
| Klikni za spremembo slike | Katarina | Lemberg pri Novi Cerkvi  | Nova Cerkev           | CE      |
| Klikni za spremembo slike | Katarina | Lendava                  | Lendava               | MS      |
| Klikni za spremembo slike | Katarina | Lom pod Storžičem        | Lom                   | LJ      |
| Klikni za spremembo slike | Katarina | Mala Stara vas           | Grosuplje             | LJ      |
| Klikni za spremembo slike | Katarina | Medvedje Brdo            | Godovič               | KP      |
| Klikni za spremembo slike | Katarina | Nezbiše                  | Sv. Ema               | CE      |
| Klikni za spremembo slike | Katarina | Otalež                   | Cerkno                | KP      |
| Klikni za spremembo slike | Katarina | Preserje                 | Branik                | KP      |
| Klikni za spremembo slike | Katarina | Rafolče                  | Brdo                  | LJ      |
| Klikni za spremembo slike | Katarina | Ravne                    | Polšnik               | LJ      |
| Klikni za spremembo slike | Katarina | Rova                     | Rova                  | LJ      |
| Klikni za spremembo slike | Katarina | Sela pri Šumberku        | Sela pri Šumberku     | NM      |
| Klikni za spremembo slike | Katarina | Srednja vas pri Šenčurju | Šenčur                | LJ      |
| Klikni za spremembo slike | Katarina | Topol pri Medvodah       | Sv. Katarina - Topol  | LJ      |
| Klikni za spremembo slike | Katarina | Veliki Otok              | Postojna              | KP      |
| Klikni za spremembo slike | Katarina | Zaboršt pri Dolu         | Dol pri Ljubljani     | LJ      |
| Klikni za spremembo slike | Katarina | Zasip                    | Zasip                 | LJ      |
| Klikni za spremembo slike | Katarina | Zavrate                  | Radeče                | LJ      |
| Klikni za spremembo slike | Katarina | Zgornja Kapla            | Kapla na Kozjaku      | MB      |

## Klara Asiška
| Slika                     | Cerkev | Naselje | Župnija                      | Škofija |
| ------------------------- | ------ | ------- | ---------------------------- | ------- |
| Klikni za spremembo slike | Klara  | Koper   | Koper - Marijino vnebovzetje | KP      |

## Klemen I.
| Slika                     | Cerkev | Naselje    | Župnija    | Škofija |
| ------------------------- | ------ | ---------- | ---------- | ------- |
| Klikni za spremembo slike | Klemen | Bukovščica | Bukovščica | LJ      |
| Klikni za spremembo slike | Klemen | Mojstrana  | Dovje      | LJ      |
| Klikni za spremembo slike | Klemen | Rodine     | Breznica   | LJ      |
| Klikni za spremembo slike | Klemen | Suhadole   | Komenda    | LJ      |
| Klikni za spremembo slike | Klemen | Tupaliče   | Preddvor   | LJ      |

## Koloman
| Slika                     | Cerkev  | Naselje | Župnija                | Škofija |
| ------------------------- | ------- | ------- | ---------------------- | ------- |
| Klikni za spremembo slike | Koloman | Lokavec | Sv. Miklavž nad Laškim | CE      |

## Kozma in Damijan
| Slika                     | Cerkev           | Naselje                          | Župnija          | Škofija |
| ------------------------- | ---------------- | -------------------------------- | ---------------- | ------- |
| Klikni za spremembo slike | Kozma in Damijan | Dolž                             | Stopiče          | NM      |
| Klikni za spremembo slike | Kozma in Damijan | Gorenje Gradišče pri Šentjerneju | Šentjernej       | NM      |
| Klikni za spremembo slike | Kozma in Damijan | Koštabona                        | Krkavče          | KP      |
| Klikni za spremembo slike | Kozma in Damijan | Krka                             | Krka             | NM      |
| Klikni za spremembo slike | Kozma in Damijan | Kuzma                            | Kuzma            | MS      |
| Klikni za spremembo slike | Kozma in Damijan | Malovše                          | Črniče           | KP      |
| Klikni za spremembo slike | Kozma in Damijan | Podnanos                         | Podnanos         | KP      |
| Klikni za spremembo slike | Kozma in Damijan | Stražišče                        | Prevalje         | MB      |
| Klikni za spremembo slike | Kozma in Damijan | Velika Bukovica                  | Ilirska Bistrica | KP      |

## Krizogon Oglejski
| Slika                     | Cerkev   | Naselje | Župnija | Škofija |
| ------------------------- | -------- | ------- | ------- | ------- |
| Klikni za spremembo slike | Krizogon | Hrušica | Hrušica | KP      |

## Krištof
| Slika                     | Cerkev  | Naselje     | Župnija  | Škofija |
| ------------------------- | ------- | ----------- | -------- | ------- |
| Klikni za spremembo slike | Krištof | Grajska vas | Gomilsko | CE      |
| Klikni za spremembo slike | Krištof | Strmca      | Laško    | CE      |

## Križ
| Slika                     | Cerkev | Naselje                      | Župnija                      | Škofija |
| ------------------------- | ------ | ---------------------------- | ---------------------------- | ------- |
| Klikni za spremembo slike | Križ   | Armeško                      | Brestanica                   | CE      |
| Klikni za spremembo slike | Križ   | Bate                         | Grgar                        | KP      |
| Klikni za spremembo slike | Križ   | Bele Vode                    | Bele Vode                    | CE      |
| Klikni za spremembo slike | Križ   | Bele Vode                    | Bele Vode                    | CE      |
| Klikni za spremembo slike | Križ   | Beli Grič                    | Mokronog                     | NM      |
| Klikni za spremembo slike | Križ   | Beričevo                     | Dol pri Ljubljani            | LJ      |
| Klikni za spremembo slike | Križ   | Bevke                        | Bevke                        | LJ      |
| Klikni za spremembo slike | Križ   | Boštanj                      | Boštanj                      | NM      |
| Klikni za spremembo slike | Križ   | Cirnik                       | Velika Dolina                | NM      |
| Klikni za spremembo slike | Križ   | Čebine                       | Sv. Planina                  | LJ      |
| Klikni za spremembo slike | Križ   | Črenšovci                    | Črenšovci                    | MS      |
| Klikni za spremembo slike | Križ   | Črni Potok                   | Šmartno pri Litiji           | LJ      |
| Klikni za spremembo slike | Križ   | Dednja vas                   | Pišece                       | CE      |
| Klikni za spremembo slike | Križ   | Dobrič                       | Polzela                      | CE      |
| Klikni za spremembo slike | Križ   | Dobrova pri Dravogradu       | Črneče                       | MB      |
| Klikni za spremembo slike | Križ   | Dolga Njiva pri Šentlovrencu | Šentlovrenc                  | NM      |
| Klikni za spremembo slike | Križ   | Gabrovka                     | Sv. Križ - Gabrovka          | NM      |
| Klikni za spremembo slike | Križ   | Gaj nad Mariborom            | Sv. Križ nad Mariborom       | MB      |
| Klikni za spremembo slike | Križ   | Gorenje Dole                 | Škocjan pri Novem Mestu      | NM      |
| Klikni za spremembo slike | Križ   | Gorenje Kamence              | Novo mesto - Sv. Janez       | NM      |
| Klikni za spremembo slike | Križ   | Gradin                       | Sočerga                      | KP      |
| Klikni za spremembo slike | Križ   | Gradišče pri Vipavi          | Vipava                       | KP      |
| Klikni za spremembo slike | Križ   | Imenska Gorca                | Podčetrtek                   | CE      |
| Klikni za spremembo slike | Križ   | Iška vas                     | Ig                           | LJ      |
| Klikni za spremembo slike | Križ   | Ivanji Grad                  | Komen                        | KP      |
| Klikni za spremembo slike | Križ   | Jablana                      | Šentlambert                  | LJ      |
| Klikni za spremembo slike | Križ   | Jurjevica                    | Ribnica                      | LJ      |
| Klikni za spremembo slike | Križ   | Kališe                       | Selca                        | LJ      |
| Klikni za spremembo slike | Križ   | Kastelec                     | Hrpelje - Kozina             | KP      |
| Klikni za spremembo slike | Križ   | Klenik                       | Vače                         | LJ      |
| Klikni za spremembo slike | Križ   | Kojsko                       | Kojsko                       | KP      |
| Klikni za spremembo slike | Križ   | Koprivnik v Bohinju          | Koprivnik v Bohinju          | LJ      |
| Klikni za spremembo slike | Križ   | Križ                         | Tomaj                        | KP      |
| Klikni za spremembo slike | Križ   | Križe                        | Križe                        | LJ      |
| Klikni za spremembo slike | Križ   | Križevci pri Ljutomeru       | Križevci pri Ljutomeru       | MS      |
| Klikni za spremembo slike | Križ   | Križevska vas                | Sv. Helena - Dolsko          | LJ      |
| Klikni za spremembo slike | Križ   | Križna gora                  | Stara Loka                   | LJ      |
| Klikni za spremembo slike | Križ   | Krško                        | Krško                        | NM      |
| Klikni za spremembo slike | Križ   | Ljubljana                    | Ljubljana - Sv. Križ         | LJ      |
| Klikni za spremembo slike | Križ   | Log                          | Boštanj                      | NM      |
| Klikni za spremembo slike | Križ   | Logatec                      | Gornji Logatec               | LJ      |
| Klikni za spremembo slike | Križ   | Lovrenc na Pohorju           | Lovrenc na Pohorju           | MB      |
| Klikni za spremembo slike | Križ   | Mala Ilova Gora              | Dobrepolje - Videm           | LJ      |
| Klikni za spremembo slike | Križ   | Marezige                     | Marezige                     | KP      |
| Klikni za spremembo slike | Križ   | Maribor                      | Maribor - Sv. Križ           | MB      |
| Klikni za spremembo slike | Križ   | Planica                      | Fram                         | MB      |
| Klikni za spremembo slike | Križ   | Planina pod Golico           | Sv. Križ nad Jesenicami      | LJ      |
| Klikni za spremembo slike | Križ   | Ples                         | Sv. Peter pod Svetimi gorami | CE      |
| Klikni za spremembo slike | Križ   | Podbočje                     | Sv. Križ - Podbočje          | NM      |
| Klikni za spremembo slike | Križ   | Podlisec                     | Dobrnič                      | NM      |
| Klikni za spremembo slike | Križ   | Podlož                       | Stari trg pri Ložu           | LJ      |
| Klikni za spremembo slike | Križ   | Prebačevo                    | Šenčur                       | LJ      |
| Klikni za spremembo slike | Križ   | Prevole                      | Hinje                        | NM      |
| Klikni za spremembo slike | Križ   | Puštal                       | Škofja Loka                  | LJ      |
| Klikni za spremembo slike | Križ   | Rakitna                      | Rakitna                      | LJ      |
| Klikni za spremembo slike | Križ   | Rakitovec                    | Predloka                     | KP      |
| Klikni za spremembo slike | Križ   | Rašica                       | Šmartno pod Šmarno goro      | LJ      |
| Klikni za spremembo slike | Križ   | Retje nad Trbovljami         | Trbovlje - Sv. Martin        | CE      |
| Klikni za spremembo slike | Križ   | Rogaška Slatina              | Rogaška Slatina              | CE      |
| Klikni za spremembo slike | Križ   | Sedlo                        | Kobarid                      | KP      |
| Klikni za spremembo slike | Križ   | Sedlo                        | Kobarid                      | KP      |
| Klikni za spremembo slike | Križ   | Selce                        | Slavina                      | KP      |
| Klikni za spremembo slike | Križ   | Selšček                      | Begunje pri Cerknici         | LJ      |
| Klikni za spremembo slike | Križ   | Slamna vas                   | Metlika                      | NM      |
| Klikni za spremembo slike | Križ   | Slope                        | Predloka                     | KP      |
| Klikni za spremembo slike | Križ   | Spodnje Pirniče              | Pirniče                      | LJ      |
| Klikni za spremembo slike | Križ   | Srednja Dobrava              | Dobrava                      | LJ      |
| Klikni za spremembo slike | Križ   | Srednja vas - Poljane        | Poljane nad Škofjo Loko      | LJ      |
| Klikni za spremembo slike | Križ   | Stehanja vas                 | Šentlovrenc                  | NM      |
| Klikni za spremembo slike | Križ   | Stiška vas                   | Cerklje na Gorenjskem        | LJ      |
| Klikni za spremembo slike | Križ   | Strane                       | Hrenovice                    | KP      |
| Klikni za spremembo slike | Križ   | Svibno                       | Svibno                       | LJ      |
| Klikni za spremembo slike | Križ   | Šentvid pri Planini          | Sv. Vid pri Planini          | CE      |
| Klikni za spremembo slike | Križ   | Škoflje                      | Vreme                        | KP      |
| Klikni za spremembo slike | Križ   | Šmarje - Sap                 | Šmarje - Sap                 | LJ      |
| Klikni za spremembo slike | Križ   | Trbonje                      | Trbonje                      | MB      |
| Klikni za spremembo slike | Križ   | Trebelno                     | Trebelno                     | NM      |
| Klikni za spremembo slike | Križ   | Uršna sela                   | Toplice                      | NM      |
| Klikni za spremembo slike | Križ   | Velike Brusnice              | Brusnice                     | NM      |
| Klikni za spremembo slike | Križ   | Veliki Cirnik                | Šentrupert                   | NM      |
| Klikni za spremembo slike | Križ   | Veliko Trebeljevo            | Prežganje                    | LJ      |
| Klikni za spremembo slike | Križ   | Videm                        | Dobrepolje - Videm           | LJ      |
| Klikni za spremembo slike | Križ   | Vinica                       | Vinica                       | NM      |
| Klikni za spremembo slike | Križ   | Vipavski Križ                | Vipavski Križ                | KP      |
| Klikni za spremembo slike | Križ   | Vrbovo                       | Ilirska Bistrica             | KP      |
| Klikni za spremembo slike | Križ   | Vrhovo pri Žužemberku        | Žužemberk                    | NM      |
| Klikni za spremembo slike | Križ   | Vrhpolje                     | Vrhpolje                     | KP      |
| Klikni za spremembo slike | Križ   | Zgornje Poljčane             | Poljčane                     | MB      |

## Kunigunda Luksemburška
| Slika                     | Cerkev    | Naselje            | Župnija                  | Škofija |
| ------------------------- | --------- | ------------------ | ------------------------ | ------- |
| Klikni za spremembo slike | Kunigunda | Gorenje pri Zrečah | Sv. Kunigunda na Pohorju | MB      |
| Klikni za spremembo slike | Kunigunda | Goričica pri Ihanu | Ihan                     | LJ      |
| Klikni za spremembo slike | Kunigunda | Gradiška           | Spodnja Sveta Kungota    | MB      |
| Klikni za spremembo slike | Kunigunda | Kungota pri Ptuju  | Hajdina                  | MB      |
| Klikni za spremembo slike | Kunigunda | Šentjungert        | Galicija                 | CE      |
| Klikni za spremembo slike | Kunigunda | Zgornja Kungota    | Gornja Sveta Kungota     | MB      |

## Kvirik
| Slika                     | Cerkev | Naselje | Župnija | Škofija |
| ------------------------- | ------ | ------- | ------- | ------- |
| Klikni za spremembo slike | Kvirik | Sočerga | Sočerga | KP      |

## Kvirin
| Slika                     | Cerkev | Naselje | Župnija | Škofija |
| ------------------------- | ------ | ------- | ------- | ------- |
| Klikni za spremembo slike | Kvirin | Paljevo | Deskle  | KP      |